# Pic du Canigou
Pic du Canigou (kat. Canigó) – szczyt w Pirenejach, w paśmie Pirenejów Wschodnich. Położony jest w południowej Francji, w departamencie Pireneje Wschodnie, około 20 km od granicy z Hiszpanią. Wznosi się na wysokość 2784 m n.p.m.
Ksiądz Gerwazy z Tilbury (ok. 1150 – 1234) pisał o tej górze w Liber de mirabilibus mundi twierdząc, że na jej szczycie znajduje się czarne jezioro o niezmierzonej głębi, będące siedliskiem demonów. Kamień wrzucony do wody miał budzić ich wielki gniew i woda wówczas gwałtownie się burzyła. Pierwsze wejście na Canigou przypisuje się królowi Aragonii Piotrowi III w 1280 r. Według relacji XIII-wiecznego kronikarza franciszkańskiego, Fra Salimbene, król ujrzał wówczas smoka wylatującego z jeziora na tej górze.
Latem 1931 r., w trakcie badań nad pasterstwem pirenejskim, szczyt zdobyła polska etnografka Zofia Hołub-Pacewiczowa.